# MAUMIK Irányítástechnikai Kft.
A MAUMIK Irányítástechnikai Kft. egy Magyarországon közlekedésautomatizálási és irányítástechnikai fejlesztéseket, valamint kulcsrakész projekteket is megvalósító társaság, amely vasúti és városi kötött pályás közlekedési, valamint irányítástechnikai területeken végez telepítési, szerelési, karbantartási és hibaelhárítási feladatokat.

## Története
A céget a Műszer Automatika Cégcsoport részeként a Méréstechnikai, Informatikai Kutató és Innovációs Rt. fejlesztő munkatársai alapították 2000-ben, akik közül többen jelenleg is a MAUMIK Kft. csapatának tagjai. A kezdetekben 8-10 fővel induló vállalkozás napjainkra egy 35 főt foglalkoztató közlekedésautomatizálási és irányítástechnikai fejlesztéseket, valamint kulcsrakész projekteket is megvalósító társasággá nőtte ki magát.

## Munkák

### Villamos váltófűtések
- Martonvásár központ
- Óbuda központ
- Aquincum állomás
- Kelenföld állomás
- Vác
- Bécsi út

### Kábelfigyelők
- Vaskapu kábelfigyelő központ
- Árpád híd Népfürdő utca
- Margit híd hídfő
- Rákóczi híd hídfő

### Áramátalakítók
- BKV Vaskapu központ
- Zugló központ
- Vaskapu áramátalakító
- Móricz Zsigmond körtér áramátalakító
- Miskolc
- Debrecen

### Fedezőjelzők
- Kossuth tér
- Horog utca
- FKFV kihajtó

### Végállomás jelzőberendezések
- Fehérvári út
- Mexikói út
- Széll Kálmán tér

### MÁVFET terület
- Kerepesi úti központ
- Kelenföld fázishatár
- Kelenföld HAM
- Érd fázishatár